# 스웨덴 야구 국가대표팀
스웨덴 야구 국가대표팀(스웨덴어: Sveriges landslag i baseboll)은 국제 경기에 스웨덴을 대표하여 참가하는 야구 국가대표팀이다. 유럽 야구 연맹에 소속되어있다. 

## 역대 국제 대회 성적
야구 월드컵은 1994년 대회와 2005년 대회에 출전하였고, 1994년 대회는 예선 리그 1승 6패 7위로 탈락했다. 2005년 대회는 1승 7패 16위였다. 유럽 야구 선수권 대회에서는 1981년 대회와 자국에서 개최 된 1993년 대회에서 3위 입상을 하였다.

### 월드컵
- 1994: 15위
- 2005: 16위
- 2009 : 19위

### 유럽 선수권 대회
| - 1954 : 예선 불참 - 1955 : 예선 불참 - 1956 : 예선 불참 - 1957 : 예선 불참 - 1958 : 예선 불참 - 1960 : 4위 - 1962 : 7위 - 1964 : 4위 - 1965 : 5위 - 1967 : 5위 |  | - 1969 : 6위 - 1971 : 8위 - 1973 : 5위 - 1975 : 5위 - 1977 : 5위 - 1979 : 4위 - 1981 : 3rd - 1983 : 5위 - 1985 : 4위 - 1987 : 5위 |  | - 1989 : 4위 - 1991 : 7위 - 1993 : 3위 - 1995 : 7위 - 1997 : 8위 - 1999 : 7위 - 2001 : 12위 - 2003 : 4위 - 2005 : 8위 - 2007 : 6위 |  | - 2010 : 5위 - 2012 : 6위 - 2014 : 11위 - 2016 : 8위 - 2019 : 12위 |